# Метрополитены Украины

В этом списке представлены действующие системы метро Украины: три действующих метрополитена и одна система скоростного трамвая, построенная по стандартам метрополитена.
Первым метрополитеном на территории Украины стал Киевский метрополитен, открытый в 1960 году.
Вторым стал Харьковский метрополитен, начатый строительством в 1968-м и открытый в 1975 году.
Криворожский скоростной трамвай не является традиционным метрополитеном, но был построен по его стандартам и может считаться таковым. Эта система была открыта в декабре 1986 года. За ним последовал Днепропетровский метрополитен, открытый в 1995 году.
С августа 1991 года, после развала СССР, по май 2025 года были открыты всего 36 станций метро и 4 станции метротрама.
- 21 — Киев;
- 9 — Харьков (только на Алексеевской линии);
- 6 — Днепропетровск (весь ныне эксплуатирующийся участок);
- 4 — Кривой Рог.

## Список действующих метрополитенов в Украине
| Логотип | Метрополитен     | Длина сети, км | Линий          | Станций | Дневной пассажиропоток, тысяч человек | Дата открытия        | Дата открытия последней станции | Последняя открытая станция |
| ------- | ---------------- | -------------- | -------------- | ------- | ------------------------------------- | -------------------- | ------------------------------- | -------------------------- |
|         | Киевский         | 69,6           | 3              | 52      | 765                                   | 6 ноября 1960 года   | 6 ноября 2013 года              | Теремки                    |
|         | Харьковский      | 38,7           | 3              | 30      | 383,5                                 | 22 августа 1975 года | 25 августа 2016 года            | Победа                     |
|         | Криворожский СТ  | 17,8           | 2 (4 маршрута) | 11      | 80                                    | 29 декабря 1986 года | 19 мая 2001 года                | Городская больница         |
|         | Днепропетровский | 7,8            | 1              | 6       | 20                                    | 29 декабря 1995 года | 29 декабря 1995 года            | весь участок               |

## Список недостроенных, отменённых и планирующихся метрополитенов Украины
| Название                             | История | Статус          |
| ------------------------------------ | --- | --------------- |
| Днепродзержинский скоростной трамвай | В середине 1980-х годов был разработан и утверждён план новой трассы, которая должна была разгрузить плотину Днепродзержинской ГЭС и стать транспортным коридором между левобережной (перспективной на тот момент части города, население которой должно было достичь 300 тысяч человек) и правобережной частями города. В конце 1987 года было начато строительство комплекса мостового перехода через р. Днепр. Между полосами движения автотранспорта было выделена зона для прокладки трамвайных путей, которые ограждались высоким бетонным бордюром. Изначально планировался пуск скоростного трамвая по примеру аналогичной системы в Кривом Роге, а в будущем при достижении городом большого населения планировалось перестроить его в полноценную линию метрополитена. Линия должна была проходить через весь город, от так и не построенного 8 микрорайона до завода "ДнепроАзот". Планировалось построить 17 станций. Вдоль моста было установлено 90% опор контактной сети. Вдоль проспекта Металлургов было начата установка столбов и насыпи. По всей длине маршрута успели построить 6 подземных переходов для предлагавшихся станций. С развалом СССР работы по завершению практически приостановились. В конце 1994 года сам лично президент Леонид Кучма и премьер Лазаренко открывали автомобильную часть моста. Из-за спешки во время строительства практически весь 1995 год устраняли недоделки. На этом строительство моста было закончено. Вскоре проект скоростного трамвая был отменён из-за нецелесообразности. В последствии предлагавшаяся система была заменена автобусными маршрутами, соединяющими левый и правый берег. По состоянию на 2025 участки территории посередине проспекта Аношкина, по которой должна была проходить линия лёгкого метро, заняли многочисленные коммерческие предприятия (например, АЗС "Окко"), а центральная часть моста между правым и левым берегами, где планировалась укладка путей, заросла густой травой. Из-за населения в около 220 тысяч человек в Днепродзержинске (ныне Каменском) маловероятно строительство метрополитена в обозримом будущем. | Не достроен     |
| Львовский                            | Подготовительные работы к строительству первого тоннеля начались в 1989 году, однако вскоре строительство было остановлено из-за развала СССР, последующего финансового кризиса и (предположительно) возможности разрушения окружающих место строительства старинных исторических зданий (по некоторым данным, во Дворце Потоцких возникла трещина шириной 30 сантиметров, которую пришлось заделывать). | Законсервирован |
| Запорожский                          | Планировалось примерно с 1980-х годов по 2010 год, позже проект был отменён. | Отменён         |
| Донецкий                             | Строительство было начато в 1993 году, к 2009 году было готово 30% первой очереди (около 2 км тоннелей). В 2011 году строительство подземных участков отменено, было принято решение строить надземное метро. После 2014 года все проекты по строительству метро отменены. | Отменён         |
| Одесский                             | Строительство метро в Одессе входило в градостроительные планы до 2022 года, однако сейчас сроки начала строительства неизвестны. | Планируется     |